# 遵循先例
遵循先例（拉丁語：Stare decisis）是指在普通法中，作為判例的先例對其後的案件具有法律約束力，法院以後面對相同的問題時必須作出同樣判決的原則。遵循先例是判例法形成的基礎。
當然，法院也有上級和下級之分。高級法院的判決對下級法院處理同類案件有約束力，但高級法院卻可以推翻下級法院的先例。另外，如果產生某個案件先例的客觀條件有所改變，使這個先例變得不合理時，法院可以改變或者推翻先例。

## 外部連結
- Stare decisis and techniques of legal reasoning and legal argument
- Верещагин А. Прецедентное право: теперь и в России. Пять мифов о роли судебного прецедента в нашей стране и в мире （页面存档备份，存于） （俄文）